# Džabrajil Hasanov
Džabrajil Hasanov (azerski: Cəbrayıl Həsənov) (Suparibag, Astarinski rajon, Azerbajdžan, 24. veljače 1990.) je azerbajdžanski hrvač slobodnim stilom. 

## Životopis
Džabrajil Hasanov rođen je 24. veljače 1990. u Suparibagu, Astarinski rajon, Azerbajdžan. 2009. na Europskom prvenstvu u hrvanju u Vilniusu osvaja svoju prvu medalju – brončanu medalju. iduće godine osvaja zlatnu medalju na Europskom prvenstvu u Bakuu te brončanu na Svjetskom prvenstvu u Moskvi. Na Europskom prvenstvu 2011. osvaja zlatnu medalju u Dortmundu te brončanu u Carigradu. Na Olimpijskim igrama u Londonu 2012. godine zauzima 5. mjesto., a na Svjetskom kupu u Bakuu osvaja srebrenu medalju. Iduće godine na Ljetnoj univerzijadi u Kazanu 2013. godine osvaja srebrenu medalju. Na Europskom prvenstvu u finskom gradu Vantau osvaja srebrenu medalju. Na I. Europskim igrama održanim u Bakuu 2015. godine osvaja brončanu medalju. Na Olimpijskim igrama održanim u Riju de Janeirju 2016. godine osvaja brončanu medalju, a na Europskom prvenstvu u Rigi srebrenu medalju. 2018. godine na Svjetskom prventsvu u Budimpešti osvaja srebrenu medalju, a na Europskom prvenstvu u ruskom gradu Kaspijsku brončanu medalju. Na Europskom prvenstvu 2019. godine održanog u Bukurešt osvaja zlatnu medalju. 